# La Horde (film, 2012)
Pour les articles homonymes, voir La Horde.
Pour plus de détails, voir Fiche technique et Distribution.
La Horde (en russe : Орда) est un film historique et de fiction russe d'Andreï Prochkine, écrit par Iouri Arabov et sorti en 2012.

## Synopsis
Il s'agit d'un film de fiction inspiré de la légende d'Alexis de Moscou qui a guéri la cécité de Taidula Khatan, épouse d'Özbeg, khan de la Horde d'Or, puis de Nuruzbeg.

## Distribution
- Maxime Soukhanov : le métropolite Alexis
- Andreï Panine : le khan Tinibek
- Roza Khaïroullina : Taïdoula
- Alexandre Yatsenko : Fédor (Fedka), convers d'Alexis
- Vitali Khaïev : le prince Ivan le Rouge
- Innokenti Dakaïarov : le khan Djanibek
- Alexeï Egorov : Badakül
- Fedot Lvov : Timer
- More Oorjak : Berdibek
- Daoulet Abdygaparov : sotnik du khan Djanibek
- Alexeï Chevchenkov : Vassili
- Alexandre Tsoï : le prestidigitateur chinois
- Youri Pronine : un prêtre

## Autour du film
Le film a provoqué une controverse en Russie, car il a été financé à hauteur de 12 millions de dollars par la maison d'édition de l'Encyclopédie orthodoxe (ru) (Православная энциклопедия/Pravoslavnaia Entsiklopediia), dirigée par Sergueï Kravets (ru).
Le réalisateur et le scénariste ont également collaboré sur un film nommé Orléans (ru)

## Musique
- Compositeur : Alexeï Aïgui
- Interprètes : Alexeï Aïgui, Namgar

## Récompenses et distinctions

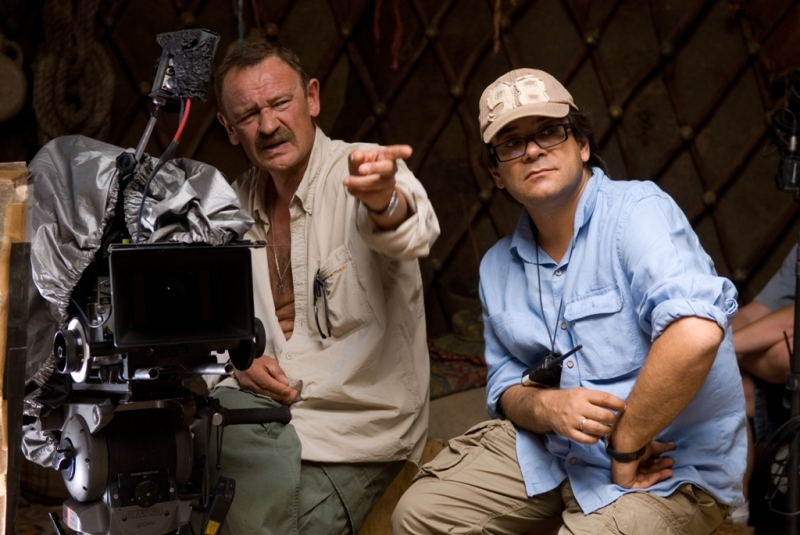
Andreï Prochkine et Youri Raïsky sur le tournage du film, en août 2010

En janvier 2013, le film a reçu plusieurs Aigles d'or :
- Andreï Prochkine : Aigle d'or du meilleur réalisateur ;
- Iouri Arabov : Aigle d'or du meilleur scénario ;
- Youri Raïski (ru) : Aigle d'or de la meilleure cinématographie ;
- Natalia Yourevna Ivanova (ru) : Aigle d'or des meilleurs costumes ;
- Sergueï Fevralov (Сергей Февралёв) : Aigle d'or du meilleur réalisateur d'art.

Ainsi que différents prix Nika en 2012 lors de la 26e cérémonie des Nika, comme le :
- Prix Nika pour la meilleure photographie (ru) (russe : Премия «Ника» за лучшую операторскую работу, un des prix Nika), à Iouri Rayskiy.
- Prix Nika du meilleur rôle féminin (ru), à Roza Khayrullina (ru) ;
- Prix Nika du meilleur costumier (ru) (russe : Премия «Ника» за лучшую работу художника по костюмам) à Natalia Yourevna Ivanova (ru)